# Bügelkrone

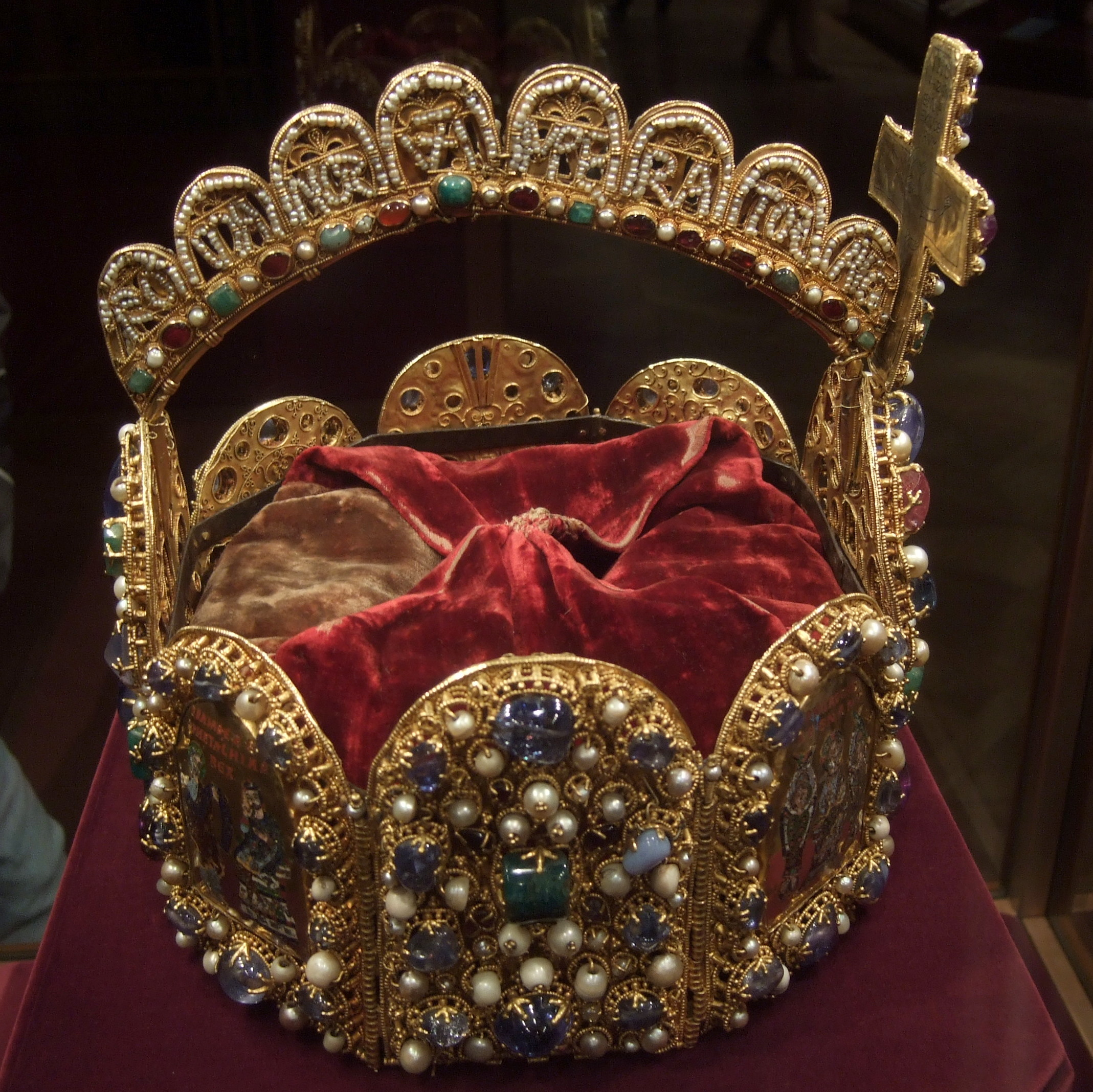
Die Reichskrone ist eine Bügelkrone

Bügelkrone, auch Spangenkrone genannt, ist eine spezielle Kronenform für männliche Herrscher, die als karolingisches Herrschaftszeichen ab Mitte des 9. Jahrhunderts häufiger nachweisbar ist.
Um die Krone mit einem Kreuz überhöhen zu können, ließ erstmals der christliche Kaiser Justinian I. (Justinian der Große, 482–565) an seiner Krone überspannende Bügel als Halterung für das Kreuz anbringen, wodurch der Prototyp der Bügel- oder Spangenkrone entstand. König Heinrich IV. von England (1366–1413) wurde im Jahr 1399 mit einer Bügelkrone gekrönt. Christian IV. (1577–1648), König von Dänemark und Norwegen, ersetzte die alte Königskrone durch eine geschlossene Bügelkrone.
Die Bügelkrone war anfänglich eine vierzackige Blattkrone mit Perlen zwischen den Kronenzinken. Später wurden die Perlen durch kleine Kreuze ersetzt. Der Stirnreif war einfach und mit wenigen Edelsteinen bestückt. In der Heraldik wird die Krone als Wappenfigur im Schild genommen.
Eine bekannte Bügelkrone ist die Reichskrone des Heiligen Römischen Reichs.